# Le Huitième Sortilège
Le Huitième Sortilège est le deuxième tome des Annales du Disque-monde de l'écrivain anglais Terry Pratchett.

## Historique

### Genèse et écriture
Le titre du roman est tiré du poème L'Allegro de John Milton, dans lequel « the light fantastic » fait référence à une façon extravagante de danser,.

### Publication
L'œuvre originale fut publiée en 1986 sous le titre The Light Fantastic.

### Traductions
Traduit par Patrick Couton, il fut publié en France en 1993 chez L'Atalante  (ISBN 2-905158-75-1) et en 1997 chez Pocket  (ISBN 2-266-07155-6).

## Résumé
Ce roman est la suite directe de La Huitième Couleur.
Au terme de la première partie, Rincevent avait basculé du bord du Disque-monde et voyait déjà sa perte, mais la magie du sort de l'Octavo empêche sa mort et il revient sur la terre ferme. Au même moment, les mages de l'Université de l'Invisible apprennent par la Mort que le Disque-monde va être détruit par une énorme étoile rouge à moins que les sorts de l'In-octavo ne soient prononcés. Ils sont en possession de sept d'entre eux, le huitième s'est logé dans la tête de Rincevent. Les mages lancent aussitôt une campagne pour retrouver Rincevent ; de son côté, le mage Trymon, ancien camarade de Rincevent, espère utiliser la puissance de l’In-octavo pour lui.
Rincevent retrouve vite Deuxfleurs, et comprennent ensemble qu'A'Tuin se dirige vers une grande étoile rouge entourée de huit lunes. Ils décident de reprendre leur route vers Ankh-Morpork ; en chemin, ils sont rejoints par le héros vieillissant Cohen le Barbare, et Bethan, une jeune fille vierge sauvée malgré elle d'un sacrifice par Cohen.
Les mésaventures de Rincevent l'amènent dans le Domaine de la Mort, où il trouve Deuxfleurs en train d'apprendre le bridge aux Cavaliers de l'Apocralypse. Il manque d'être tué par la fille adoptive de la Mort, Ysabell, et doit sa survie au Bagage. Ils trouvent plus tard plusieurs groupes de personnes escaladant de hautes montagnes, non pour échapper à la fin du Disque-monde, mais pour en avoir une meilleure vue. Enfin, ils trouvent par hasard la porte d'un magasin vendant des objets magiques obscurs et qui a pour particularité de changer d'emplacement à chaque fois qu'un client tente d'y revenir (c'est là que Deuxfleurs a acheté son Bagage).
A'Tuin se rapproche de l'étoile et la magie s'affaiblit sur le Disque-monde. Trymon tente de s'emparer des sept sorts restants de l'In-octavo mais son esprit est détruit par la puissance des sorts, qui ouvrent un passage pour des monstres. Les sept sorciers qui devaient s'emparer d'un sort finissent changés en pierre. Rincevent parvient malgré tout à retrouver les sorts et les prononcer à haute voix, sauvant in extremis le Disque-monde après avoir corrigé une faute de prononciation. Les huit lunes de l'étoile éclosent et donnent naissance à huit petites tortues cosmiques, qui suivent A'Tuin alors qu'elle s'éloigne de l'étoile rouge. Le livre de l'In-octavo finit avalé par le Bagage.
L'aventure s'achève : Cohen et Bethan repartent après s'être fiancés, Deuxfleurs décide de rentrer chez lui après ce long voyage et offre le Bagage à Rincevent, qui envisage de retourner à l'Université de l'Invisible et de terminer ses études maintenant qu'il est libéré du sort.

## Analyse

### Thèmes
Les péripéties de Deuxfleurs et Rincevent sont jalonnées de parodies :
- Les contes pour enfants (maison en pain d'épices, Bottes de sept lieues (Marcel Aymé)).
- L'informatique, avec la comparaison des dolmens à des ordinateurs et des druides à des informaticiens.
- Le monde de l'entreprise et la façon moderne de gérer un personnel avec le personnage de Ymper Trymon, magicien à l'ambition démesurée.
- Le fanatisme politique ou religieux.

### Place dans la série
Ce deuxième roman de la série s'appuie plus sur des blagues et moins sur des parodies de fantasy existante que le précédent. Tor remarque d'importants changements dans le style d'écriture, avec une vraie histoire et une évolution des personnages.

### Influences
Les héros se trouvent à un moment donné dans une maison en pain d'épices, référence directe à Hansel et Gretel. On retrouve également quelques références à Boucles d'or et les Trois Ours.
Les sortilèges se disputent sur l'origine du monde, avec un sortilège affirmant que « au commencement était le Mot », comme la Bible annonce que « au commencement était le Verbe ».
Un personnage mentionne la « Young Men's Pagan Association », référence à la Young Men's Christian Association. Les boutiques ambulantes sont un concept créé par H. G. Wells dans sa nouvelle The Magic Shop. Pratchett affirme que le concept d'une boutique magique apparaissant et vendant un objet au héros avant de disparaître est un classique de la fantasy, notamment dans les histoires du magazine Unknown et dans certains des premiers épisodes de La Quatrième Dimension.
Le personnage de Cohen le Barbare s'inspire de Conan le Barbare, notamment dans le film du même nom de 1982 avec Arnold Schwarzenegger. Dans ce fim, Conan le Barbare répond à la question « qu'y a-t-il de meilleur dans la vie », comme Cohen dans le roman, qui répond « de l'eau chaude, une bonne dentichion et du papier toilette doux ». La réponse originale et autrement héroïque du personnage de Schwarzenegger est attribuée, presque à l'identique, à Genghiz Khan.
Terry Pratchett affirme que son personnage de la Mort se rendant à une soirée n'est pas lié au sketch sur le même thème des Monty Python, commentant qu'il n'avait pas vu leur film à l'époque de l'écriture et que l'idée est facile à avoir depuis Le Masque de la mort rouge, qui raconte une histoire similaire. Dans le domaine de la Mort, Ysabell conseille aux héros de ne pas regarder derrière eux en partant, faisant référence au mythe d'Orphée.

## Personnages
- Deuxfleurs et son Bagage ;
- Rincevent ;
- La Mort et Ysabell, sa fille adoptive ;
- Cohen le Barbare, sorte de Conan le barbare vieillissant. Âgé de 86 ans, il est chauve et édenté. Le plus grand héros de tous les temps, il rêve d'une retraite tranquille mais ne peut s'empêcher de foncer dans des situations héroïques[4].
- Bethan, jeune vierge sauvée du sacrifice ;
- Herrena la combattante ;
- Les mages de l'Université de l'Invisible d'Ankh-Morpork, dont en particulier :
  - Galder Ciredutemps, 304e Archichancelier de l'UI, dont on apprend dans Nobliaux et Sorcières qu'il est un lointain cousin de Mémé Ciredutemps[1]
  - Ymper Trymon, mage qui aimerait bien faire un peu de ménage dans la hiérarchie et le fonctionnement de l'UI,
  - Le bibliothécaire, transformé en Orang-outan.

On trouve également, lors de la traversée de la Forêt de Skund, la première allusion aux elfes pas si bons et sages que ça, thème développé dans Nobliaux et Sorcières. Rincevent rencontre aussi des trolls et des arbres parlants pour la première fois.

## Accueil

### Accueil critique
Des critiques négatives trouvent que Terry Pratchett force trop son humour, ce qui tombe parfois à plat et peut ralentir le rythme de la narration.

## Adaptation télévisée
La Huitième Couleur, ainsi que Le Huitième Sortilège, ont été adaptés à la télévision anglaise par Vadim Jean sous le titre de The Colour Of Magic et diffusé en mars 2008. Le film est découpé en 2 parties d'environ 90 min chacune et regroupe les histoires des deux livres. On y retrouve notamment David Jason (Rincevent), Sean Astin (Deuxfleurs), Jeremy Irons (le Patricien Vétérini) et Christopher Lee (la voix de La Mort).

### Citation en anglais
1. ↑  at the beginning was the word
2. ↑  « Hot water, good dentishtry and shoft lavatory paper. »